# Berezvai Marcell
Berezvai Marcell (1992. április 12. – 2017. november 24.) fiatalon elhunyt magyar rockzenész, zeneszerző, dalszövegíró. Solymár egyik legtehetségesebb zenésze volt, hét különféle könnyűzenei formációban szerepelt frontemberként, amelyek mind friss színeket vittek Budapest és környéke kulturális életébe.

## Pályafutása
Kora gyerekkorától kitűnt társai közül, kezdetben főként verstanulásban és azok előadásában jeleskedett, majd saját verseket, dalszövegeket kezdett írni saját érzései, érzelmei kifejezésére. Ugyancsak kora gyerekkorától kedvtelései közé tartozott a zenehallgatás, majd a zenetanulás is: első hangszere zongora volt, majd autodidakta módon, jóformán tanári segítség nélkül megtanult gitározni, onnantól a gitár lett a fő hangszere.
14 éves korában alapította első zenekarát, Cenzúra névvel, majd pár évvel később egy rockosabb hangvételű együttes, a Média+Kontroll frontembere lett. Ebben az időszakban kapott felkérést egy filmzene – a Szilágyi Andor által rendezett Előttük az élet című film zenéje – megírására, amit sikeresen teljesített.
Időközben szólógitárosa lett egy népzenei alapokra építkező együttesnek, amely az első, korai időszakában Édes Élmény, majd Dejszen néven működött. Alkotói kapcsolatban maradt Cenzúrás társnőjével, Békésy Fannival is, akivel többféle formációban zenélt együtt (Fanó & Marcell Akusztik, Fanó és a Rakéták). Utolsó zenekara, a Kalef egy letisztult alternatív rockzenét játszó együttes volt, mellyel ugyancsak szakmai és közönségsikerek egész sorát érte el, egyike volt a Hangfoglaló Program Induló előadói alprogramja támogatottjainak. Pályája mérföldköveit tehetségkutató versenyeken elért sikerek, nagyszínpadi fellépések, rádió-, tévé-, album- és klipfelvételek jelölik ki, amelyek közt az egyik legkiemelkedőbb elismerés a Cseh Tamás Program díja volt.
Amikor húszas évei elején daganatos betegséget diagnosztizáltak nála, rövid időn belül közösségek, szervezetek és magánszemélyek egész sora állt ki, hogy összeadják a kezeléséhez szükséges összeget, a felajánlások idővel országos körűvé szélesedtek, illetve koncertek is szerveződtek a fiatal zenész gyógyulásának megsegítésére. Annak ellenére, hogy állapotáról nem érkeztek megnyugtató hírek, Marcell mindig erőt sugárzott maga körül, ő bátorította a környezetét is. Még betegen is dolgozott: akkor szerzett utolsó dalának klipje vált zenei pályafutása utolsó nyilvános mérföldkövévé.
2017. november 24-én bekövetkezett halála után a gyászszertartása 2017. december 15-én, a solymári temetőben zajlott. Életútját egykori iskolai osztályfőnöke, Novoszádek János elevenítette fel, istenkeresésével kapcsolatos emlékeit pedig Folk Iván lelkész idézte fel. A szertartáson hangfelvételről elhangzott Marcell több dala, köztük a már betegen írt utolsó szerzeménye, a Jöttem ahogy tudtam is.

## Emlékezete
Lakóhelyén, Solymáron az Apáczai Csere János Művelődési Ház – amely az életében megannyi sikeres fellépésének színhelye volt – 2019 tavaszán tehetségkutató versenysorozatot hirdetett, melynek első évadát Berezvai Marcell emléke előtt tisztelegve szervezték meg.

## Magánélete
2016 tavaszán a solymári várban kötött házasságot Horváth Ariadnival, akit még zeneiskolás korában ismert meg.